# Où va la nuit
Pour plus de détails, voir Fiche technique et Distribution.
Où va la nuit est un film franco-belge réalisé par Martin Provost à partir d'une adaptation du roman Mauvaise Pente de Keith Ridgway. Le film est sorti en 2011.

## Synopsis
Longtemps victime de son mari violent et alcoolique, Rose Mayer, qui habite dans la campagne wallonne, décide de prendre son destin en main, et l'assassine en l'écrasant avec leur voiture après sa sortie de prison pour avoir écrasé une jeune fille avec la même voiture. Elle rejoint son fils, homosexuel, à Bruxelles, qui a quitté l'enfer familial le jour de ses 16 ans. Mais la liberté n'efface pas la culpabilité et les histoires de famille ne sont pas sans contradictions. Rose trouvera t-elle sa place dans sa nouvelle vie ?

## Fiche technique
- Réalisation : Martin Provost
- Scénario : Martin Provost et Marc Abdelnour, d'après le roman Mauvaise Pente de Keith Ridgway
- Photographie : Agnès Godard
- Musique : Hugues Tabar-Nouval
- Son : Pierre Mertens
- Montage : Ludo Troch
- Décors : Catherine Jarrier-Prieur et Loïc Chavanon
- Costumes : Anne Fournier
- Société de production : Christmas in July, en association avec Cinémage 5
- Durée : 105 minutes
- Pays de production :  France,  Belgique
- Date de sortie : 
  - France : 4 mai 2011

## Distribution
- Yolande Moreau : Rose
- Pierre Moure : Thomas
- Édith Scob : Mme Talbot
- Jan Hammenecker : l'inspecteur Nols
- Laurent Capelluto : Denis
- Loïc Pichon : le mari
- Servane Ducorps : Marina
- Valentijn Dhaenens : Vincent